# Myasishchev M-53
Il nome Myasishchev M-53 si riferisce al progetto di un aereo da trasporto supersonico portato avanti da Vladimir Michajlovič Mjasiščev. L'ufficio tecnico Myasishchev iniziò a lavorare a questo aereo a partire dal 1957-1958, insieme al bombardiere M-56. Tuttavia, in entrambi i casi non si arrivò mai alla costruzione di un prototipo.

## Tecnica
L'aereo passeggeri M-53 venne sviluppato a partire dagli studi condotti per la realizzazione dei bombardieri M-50 ed M-52. Dal punto di vista tecnico, avrebbe dovuto essere caratterizzato dall'utilizzo di un'ala tipo delta ma con doppio angolo di freccia e da doppie derive, oltre che da due grandi canard posti nei pressi della cabina di pilotaggio. L'impianto propulsivo previsto comprendeva quattro turbogetti RD 16-23, che avrebbero dovuto spingere il velivolo alla velocità massima di 1.800-2.000 km/h. I motori avrebbero dovuto essere montati a coppie, sotto le ali.
Gli studi proseguirono fino al 1959, quando Myasishchev iniziò a studiare un nuovo aereo passeggeri, l'M-55, partendo dall'M-56 militare.
L'M-53, caratterizzato da linee decisamente avanzate, dimostra l'estrema vitalità e le grandi competenze di questo ufficio tecnico, i cui progetti erano caratterizzati da numerosi elementi innovativi. Occorre tuttavia ricordare che ben pochi aerei progettati dalla Myasishchev giunsero allo stadio di prototipo.